# Rùa cổ dài phương Đông
Rùa cổ dài phương Đông (Chelodina longicollis), còn được gọi là rùa cổ rắn phương đông, rùa cổ rắn thông thường hoặc rùa cổ dài thông thường , là một loài rùa cổ rắn đông Úc sống ở nhiều vùng nước khác nhau và là loài kiếm ăn cơ hội. Nó là một loài rùa cổ bên (Pleurodira), có nghĩa là nó cúi đầu sang một bên vào mai chứ không kéo trực tiếp ra sau.

## Phân bố
Loài này được tìm thấy ở khắp miền đông nam Úc, nơi nó được tìm thấy ở phía tây Adelaide (Nam Úc) về phía đông khắp Victoria và New South Wales, và về phía bắc đến sông Fitzroy của Queensland. Nơi những con rùa này tiếp xúc với loài Chelodina canni, chúng tự do lai tạo, thể hiện sức sống lai trong hệ thống thoát nước sông Styx của Queensland.

## Miêu tả
Mai rùa thường có màu đen, mặc dù một số có thể màu nâu. Nó rộng và phẳng với một rãnh sâu ở giữa. Các đường viền được viền màu đen ở những cá thể có màu nền sáng hơn. Phần dưới mai cũng rất rộng và có màu kem đến vàng với các đường chỉ khâu màu đen. Cổ dài và hẹp, điển hình của chi Chelodina, và đạt chiều dài xấp xỉ 60% chiều dài mai. Cổ có nhiều nốt sần nhỏ nhọn và có màu xám đến đen ở mặt lưng, màu kem ở dưới, cũng như phần đầu hẹp. Con cái có xu hướng phát triển với kích thước lớn hơn và có cơ thể sâu hơn. Kích thước tối đa được ghi nhận đối với con cái và con đực khác nhau tùy theo phạm vi sống, trong môi trường sông ở Murray, nó là 28,2 cm và 24,9 cm, trong khi ở thung lũng Latrobe, nó là 21,6 cm và 18,8 cm. Người ta cho rằng điều này có liên quan đến năng suất của môi trường địa phương.
Khi cảm thấy bị đe dọa, loài rùa này sẽ tiết ra chất dịch có mùi khó chịu từ tuyến xạ hương của chúng. Đặc điểm này khiến chúng có thêm một cái tên phổ biến khác là "kẻ bốc mùi".
Rùa cổ dài phương Đông là loài ăn thịt, ăn nhiều loại động vật, bao gồm côn trùng, giun, nòng nọc, ếch, cá nhỏ, động vật giáp xác và động vật thân mềm.

## Sinh sản
Vào đầu mùa hè, con cái đẻ từ hai đến mười quả trứng ở bờ môi trường sống dưới nước của chúng. Ba đến năm tháng sau, con non thoát ra khỏi vỏ. Những con rùa non này thường trở thành con mồi cho những thú săn mồi như cá và chim. Con cái đẻ từ một đến ba ổ trứng mỗi năm.

## Hình ảnh

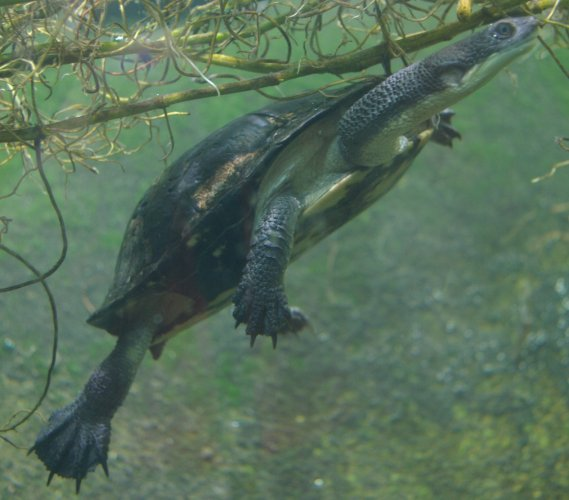
Tại Vườn thú Quốc gia Washington
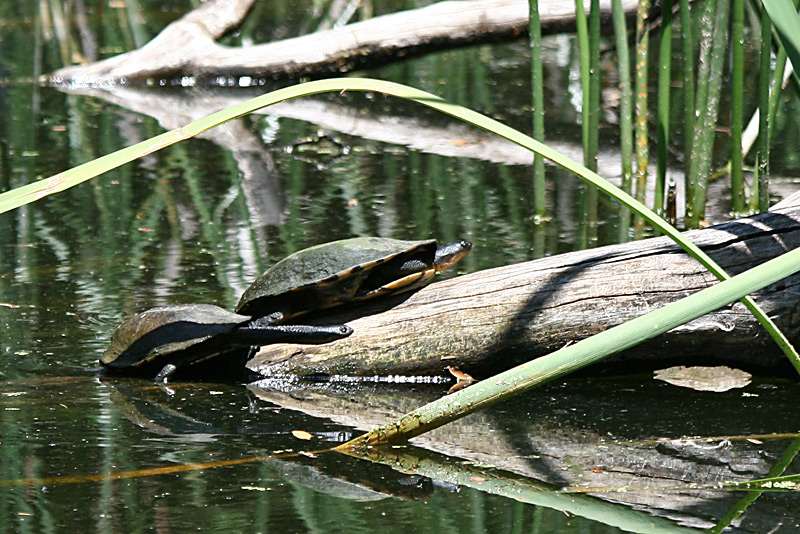
Hai con rùa leo lên một khúc gỗ để tắm nắng
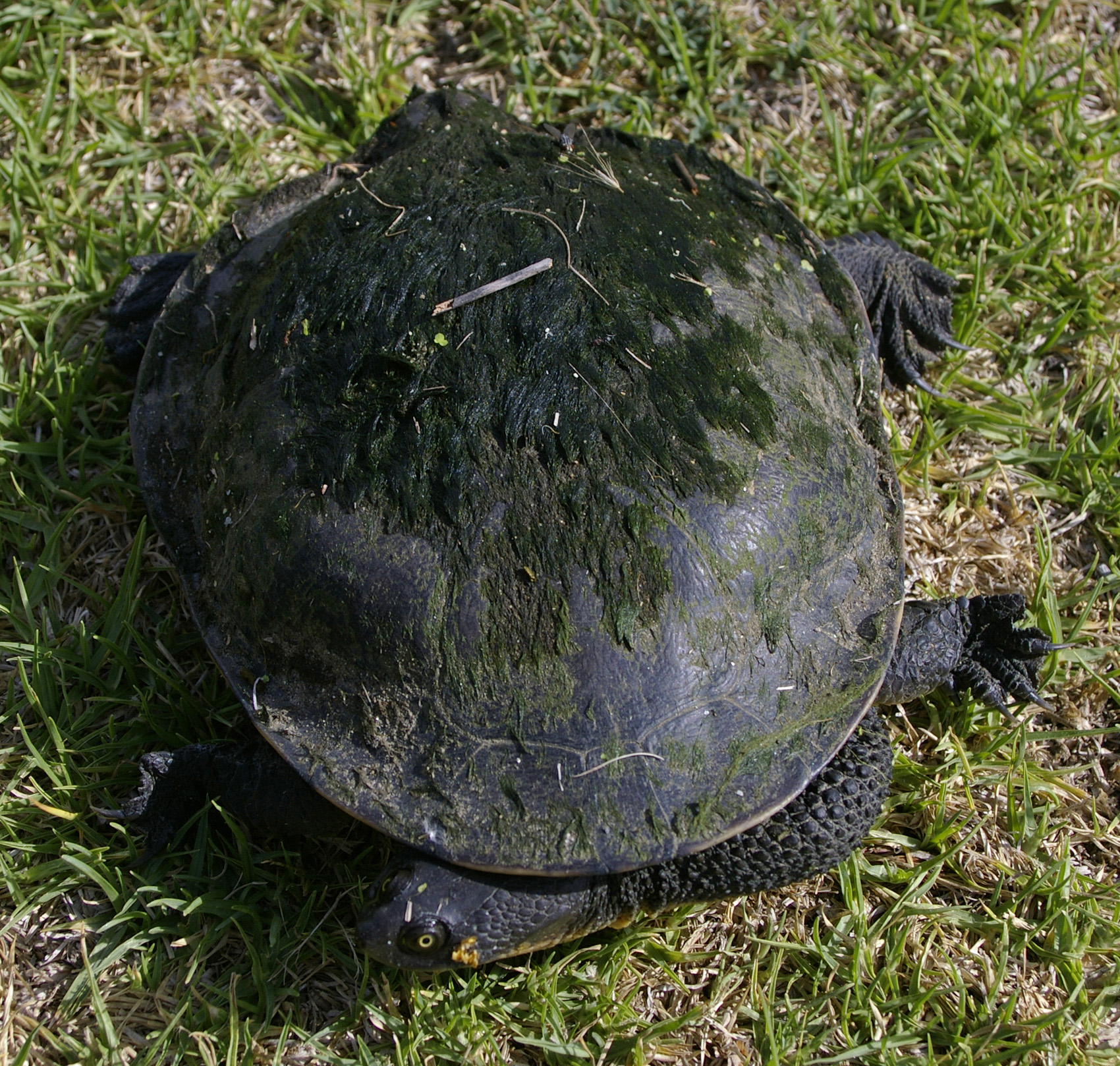
Cổ uốn cong trở lại vào mai của nó
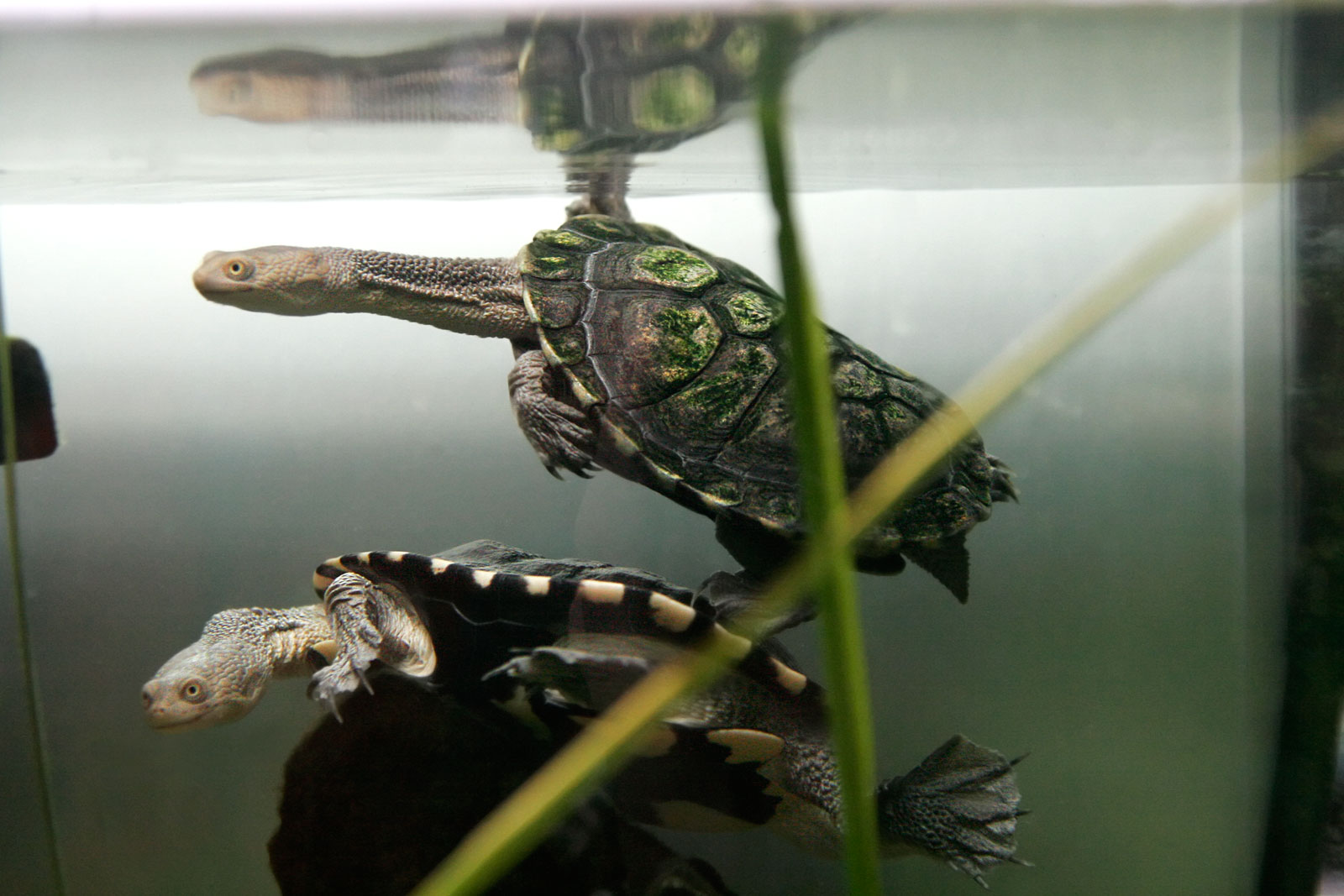
Trong một bể cá
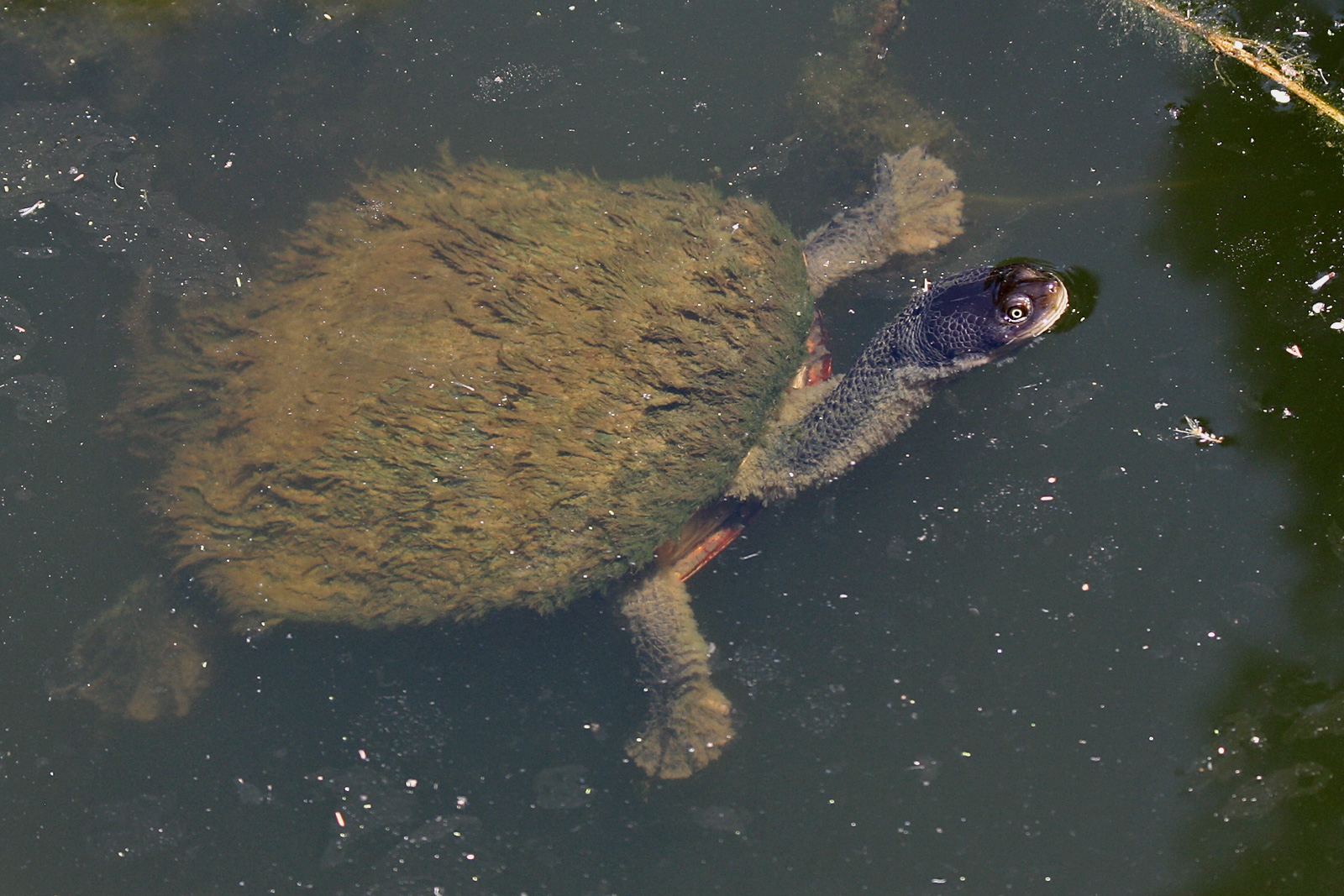
Bao phủ trong tảo, Victoria, Úc.
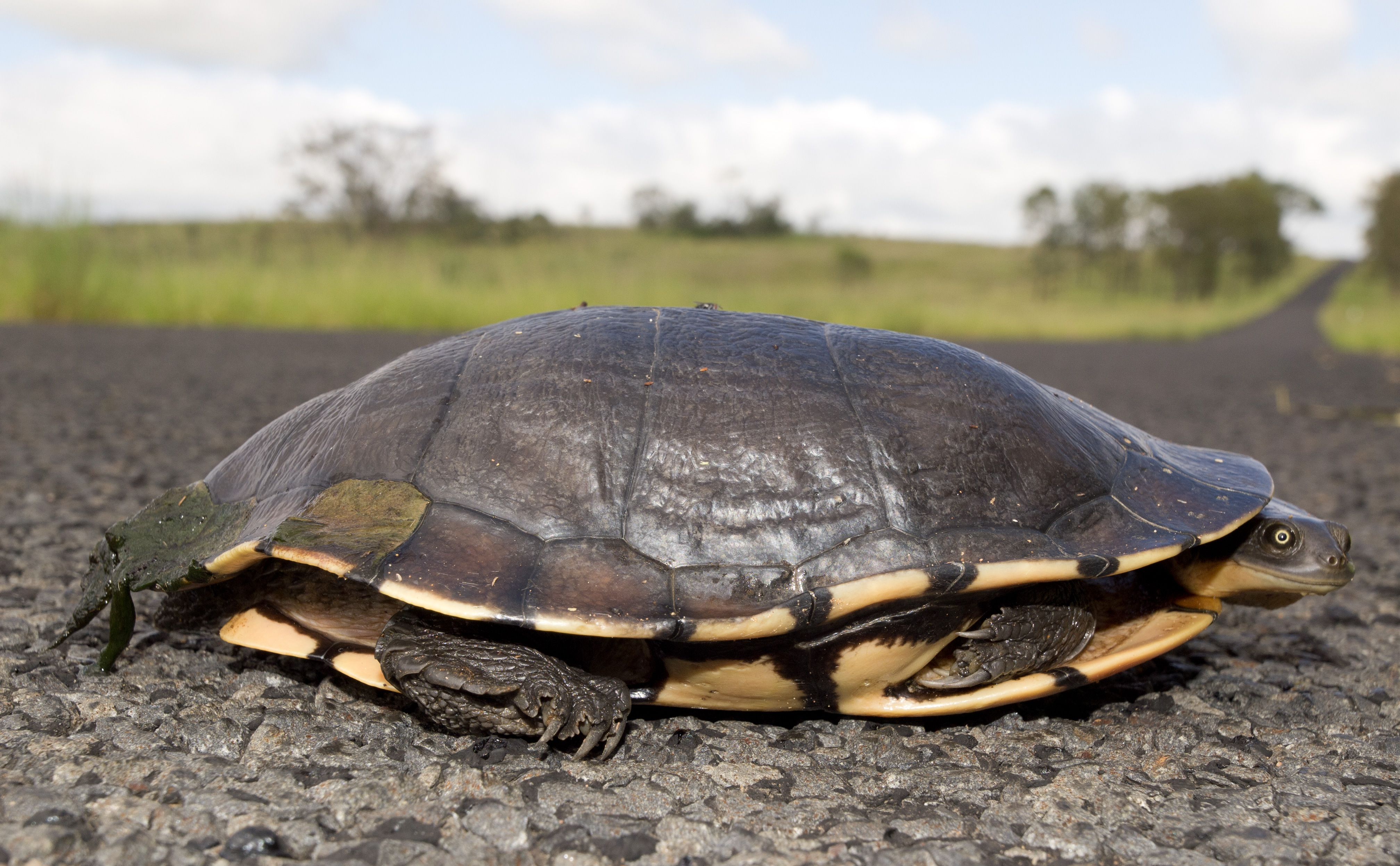
Nhìn từ vỏ của nó, Vườn quốc gia Carnarvon, tiểu bang Queensland, Úc.